# Slovenska demokratična zveza
Slovenska demokratična zveza (SDZ)  je bila slovenska politična stranka. Stranka je bila ustanovljena 11. januarja 1989. Med soustanovitelji so bili Janez Janša, France Bučar in Dimitrij Rupel.
SDZ se je decembra 1989 pridružila Demosu,  ter po prvih povojnih demokratičnih volitvah 8. aprila 1990 stopila v vlado. Stranka se je po kongresu 12. in 13. oktobra 1991 preimenovala v Narodne demokrate (NS), ki jim je predsedoval Rajko Pirnat. Nekateri izpostavljeni posamezniki (Igor Bavčar, Dimitrij Rupel, Spomenka Hribar, Jelko Kacin in še nekaj drugih) so stranko po tem premiku v desno zapustili in ustanovili Demokratsko stranko Slovenije. Demokratsko stranko je dalj časa nato vodil Tone Peršak, dolgotrajni župan Trzina, a stranka zelo dolgo ni dosegla parlamentarnega praga. Iz strankarske politike se je umaknila tudi Danica Simšič, ki je kot kandidatka SD postala županja Ljubljane. Stranka se je 24. aprila 1993 v Celju odločila za pridružitev Slovenskim krščanskim demokratom (SKD).